# La Belle Princesse et le marchand
La Belle Princesse et le marchand è un cortometraggio muto del 1912 diretto da Camille de Morlhon.

## Produzione
Il film fu prodotto dalla Pathé Frères

## Distribuzione
Distribuito dalla Pathé Frères uscì nelle sale cinematografiche francesi il 19 luglio 1912. La Pathé fece uscire il film anche sul mercato americano attraverso la General Film Company che lo distribuì il 24 settembre 1912 con il titolo The Princess and the Merchant